# Villepail
Villepail ist eine französische Gemeinde mit 192 Einwohnern (Stand: 1. Januar 2022) im Département Mayenne in der Region Pays de la Loire; sie gehört zum Arrondissement Mayenne und zum Kanton Villaines-la-Juhel. Die Einwohner werden Villepaillais genannt.

## Geographie
Villepail liegt etwa 33 Kilometer nordöstlich von Mayenne und etwa 30 Kilometer westsüdwestlich von Alençon. Die Gemeinde gehört zum Regionalen Naturpark Normandie-Maine. Umgeben wird Villepail von den Nachbargemeinden Saint-Cyr-en-Pail im Norden, Pré-en-Pail-Saint-Samson im Nordosten und Osten, Crennes-sur-Fraubée im Süden sowie Javron-les-Chapelles im Westen und Nordwesten.

## Bevölkerungsentwicklung
| 1962                       | 1968 | 1975 | 1982 | 1990 | 1999 | 2006 | 2019 |
| -------------------------- | ---- | ---- | ---- | ---- | ---- | ---- | ---- |
| 330                        | 337  | 306  | 232  | 219  | 205  | 192  | 185  |
| Quellen: Cassini und INSEE |      |      |      |      |      |      |      |

## Sehenswürdigkeiten

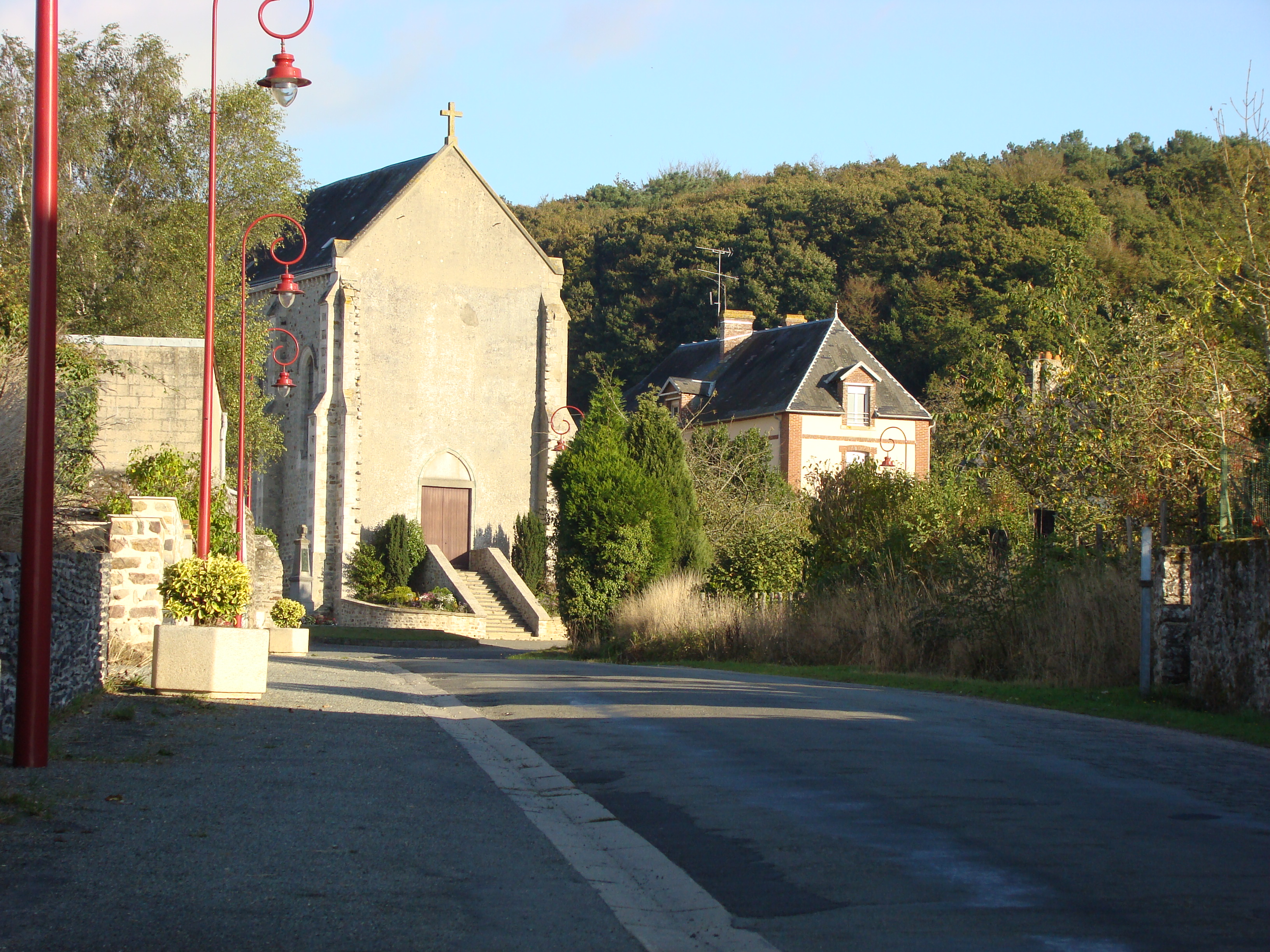
Kirche Saint-Sulpice

- Kirche Saint-Sulpice
- Kapelle Notre-Dame-de-Bon-Secours